# Mahindra Thar
Mahindra Thar (хинди: महिन्द्रा थार) — компактный полноприводный внедорожник повышенной проходимости, производимый индийским автопроизводителем Mahindra & Mahindra Ltd.

## История
Названный в честь пустыни Тар, Mahindra Thar был впервые представлен в 2010 году как модернизированная версия Mahindra Legend, созданная на основе Mahindra MM540, автомобиля, производившегося в Индии с 1980-х годов.
Thar был спроектирован как прочный, надежный и доступный внедорожник, способный преодолевать пересеченную местность во многих частях Индии. Его дизайн основан на культовой серии Jeep CJ, которую Mahindra производила по лицензии с 1940-х годов.
Mahindra Thar первого поколения оснащался 2,5-литровым дизельным двигателем с турбонаддувом мощностью 105 лошадиных сил и крутящим моментом 247 Нм. Автомобиль был доступен в двух комплектациях: DI 2WD и DI 4WD. DI 2WD представлял собой базовую версию с мягким верхом и без кондиционера, а DI 4WD поставлялся с кондиционером и жесткой крышей. В 2015 году Mahindra представила обновленную версию Thar под названием Thar CRDe. CRDe расшифровывался как «дизельный двигатель с системой Common Rail», который был более совершенным двигателем, производившим 105 лошадиных сил и 247 Нм крутящего момента. Thar CRDe также имел обновленные функции безопасности, такие как подушки безопасности и ABS, и был доступен в двух комплектациях: CRDe 4WD и CRDe 4WD AC.
В 2020 году Mahindra представила Thar второго поколения, который представлял собой полностью переработанную версию автомобиля. Thar 2020 имеет новый, более современный дизайн с обновленной решеткой радиатора, светодиодными фарами и жесткой крышей. Он оснащен либо 2,0-литровым бензиновым двигателем с турбонаддувом, либо 2,2-литровым дизельным двигателем с турбонаддувом, оба из которых работают в паре с шестиступенчатой механической или шестиступенчатой автоматической коробкой передач. Thar 2020 также имеет обновленные компоненты подвески и трансмиссии, а также ряд новых функций, таких как информационно-развлекательная система с сенсорным экраном, камера заднего вида и отображение статистики приключений. Thar 2020 доступен в двух комплектациях: AX и LX, причем последний является более премиальным вариантом.
Mahindra Thar был хорошо принят как любителями бездорожья, так и широкой публикой в Индии. Он стал популярным автомобилем среди любителей приключений, поскольку способен преодолевать самые сложные ландшафты Индии.

## Первое поколение (2010)
Автомобиль был выпущен на индийский рынок 4 октября 2010 года, чтобы заполнить пустоту, оставленную его предшественником Mahindra MM540. Thar был признан одним из 10 лучших внедорожников, доступных на индийском рынке. Три варианта — DI 2WD, DI 4WD и CRDe доступны с мягким верхом. Thar также поставляется в семиместном варианте, хотя его можно превратить в двухместный.

### Mahindra Roxor
2 марта 2018 года Mahindra Automotive North America представила на своем сборочном заводе в Оберн-Хиллз, штат Мичиган, вариант Thar для рынка США под названием Roxor. Собирается из полных разборных комплектов. В отличие от Thar, Roxor не разрешен для использования на дорогах и позиционируется как внедорожник с максимальной скоростью 45 миль в час. Roxor оснащен 2,5-литровым четырехцилиндровым турбодизельным двигателем мощностью 62 л. с. и крутящим моментом 144 Нм, работающим в паре с пятиступенчатой механической коробкой передач. Автоматическая коробка передач доступна в качестве опции. Он доступен только с двумя сиденьями, длиной кузова 148 дюймов и колесной базой 96 дюймов.

## Второе поколение (2020)
Thar второго поколения был представлен 15 августа 2020 года. Он стал доступен в октябре 2020 года.
Он поставляется с двумя вариантами двигателей: 2,0-литровым бензиновым и 2,2-литровым дизелем. Оба предлагаются на выбор с 6-ступенчатой автоматической коробкой передач (с гидротрансформатором) производства Aisin или 6-ступенчатой механической коробкой передач. Клиенты имеют возможность выбирать между жестким верхом, мягким верхом или мягким верхом с механизмом складывания, напоминающим кабриолет.

### Mahindra Thar Roxx
Пятидверная версия под названием Thar ROXX была анонсирована Mahindra 20 июля 2024 года. Она была запущена в производство 15 августа 2024 года. Она получила переработанную решетку радиатора, новые светодиодные фары и задние фонари, 10,25-дюймовый сенсорный экран информационно-развлекательной системы, панорамный люк на крыше и систему ADAS, а также двухцветное легкосплавное покрытие. 
Модель построена на облегчённой версии платформы 3G от Mahindra Scorpio N.